# Дашков, Дмитрий Васильевич
Дмитрий Васильевич Дашков (25 декабря 1788 [5 января 1789] — 26 ноября [8 декабря] 1839) — русский литератор и сановник, основатель литературного общества «Арзамас». В последние десять лет жизни возглавлял министерство юстиции.

## Биография
Сын рязанского помещика Василия Андреевича Дашкова (1749—1807), предводителя дворянства Спасского уезда. Родился в Москве 25 декабря 1788 (5 января 1789) года («словарь Брокгауза и Ефрона» указывает на 1784 год, а в записи о смерти указано, что ему было 52 года).
Несмотря на сравнительно небольшое состояние своих родителей получил хорошее домашнее образование. Поступил в московский университетский благородный пансион, в котором за успехи награждён был двумя серебряными медалями и занесением имени на мраморную доску золотыми буквами.
По сообщению М. А. Дмитриева: в сентябре 1801 года, в день коронации Александра I, получил звание действительного студента Московского университета и в октябре поступил на службу юнкером («архивным юношей») в Московский архив ведомства Коллегии иностранных дел, где подружился с Дмитрием Блудовым. В 1810 году с чином коллежского асессора перешёл на службу в Петербург по министерству юстиции; получил чин надворного советника и орден Святого Владимира 4-й степени. В 1815 году был переведён в канцелярию статс-секретаря П. С. Молчанова, но уже 27 сентября 1816 года снова поступил в ведомство коллегии иностранных дел, с чином коллежского советника.
Представил графу Каподистрия сочинение на французском языке, касающееся дипломатии — оценку вышедшей тогда брошюры Шатобриана: De Buonaparte et des Bourbons et de la nécessité de se raillier à nos princes légitimes pour le bonheur de la France et celui de l'Europe (Paris. 1814) — и в 1817 году был причислен к Константинопольской миссии, а 14 июля 1818 года, в чине статского советника, был назначен вторым советником при русском посольстве в Константинополе. Отозванный 3 января 1820 года из Константинополя, Дашков, по поручению министра, до марта 1821 года занимался обозрением и приведением в надлежащее положение российских консульств в Леванте; 5 ноября 1821 года был награждён орденом Святого Владимира 3-й степени. С 30 июля 1822 года он был назначен управляющим делами константинопольской миссии, а 14 августа 1823 года определён членом в Совет комиссии составления законов, с оставлением в ведомстве иностранной коллегии (до 16 января 1825).
С вступлением на престол Николая I началось быстрое возвышение Дашкова, отчасти благодаря приятельству с Блудовым. В 1825 году Дашков был награждён чином действительного статского советника. В 1826 году он получил орден Святого Владимира 2-й степени и звание статс-секретаря, а также был назначен товарищем министра внутренних дел. В 1828 году Дашков получил орден Святой Анны 1-й степени и был назначен следовать за Николаем I в главную квартиру действующей армии. По возвращении оттуда, 26 марта 1829 года, его назначили товарищем министра юстиции и наградили чином тайного советника.
24 апреля того же года Дашков получил повеление быть в должности главноуправляющего духовными делами иностранных исповеданий на время отсутствия статс-секретаря Блудова, а за отсутствием князя Долгорукого вступил в управление министерством юстиции. Был награждён 6 января 1832 года орденом Белого орла; 2 февраля 1832 года занял должность министра юстиции, с сохранением звания статс-секретаря. В том же году, 31 декабря 1832 года, за отличную службу награждён был орденом Святого Александра Невского.
14 февраля 1839 года был произведён в чин действительного тайного советника, назначен членом государственного совета, председателем департамента законов и начальником Второго отделения Собственной Его Величества канцелярии, со званием главноуправляющего, которое присваивалось потом и всем последующим начальникам Второго Отделения.
Известно, что пребывая на посту министра юстиции однажды представил императору Николаю I о взятии обратно одного Высочайшего повеления, которое прислано было для обнародования, но противоречило существовавшим законам.
Участвовал в создании первого «Свода законов Российской империи», организовал опись дел Московского архива. В 1826 и 1835 работал в комиссиях по крестьянскому вопросу. По инициативе Дашкова улучшен состав сенатской канцелярии, делопроизводство в сенате подчинено определенным правилам, установившим очередь в докладе дел, выработаны были правила составления определений в сенате.
Умер от сухотки (туберкулёза) в Петербурге 26 ноября (8 декабря) 1839 года, похоронен в Лазаревской церкви Александро-Невской лавры.

## Литературная деятельность
Первоначальные литературные опыты Дашкова относятся ко времени пребывания его в университетском пансионе и состоят из переводов с французского: во второй книжке «Утренней Зари» 1803 года напечатана его идиллия: «Следы золотого века», в третьей книжке 1805 года появилась его статья: «О самоубийстве», а в 1804 г. в периодическом издании: «И отдых в пользу», поместил он очерк, озаглавленный: «Науки, искусства, ученые, художники и университеты в Германии».
Литературная известность связана с его активным участием в споре о старом и новом слоге. Статья «Разбор „Двух статей из Лагарпа“» в «Цветнике» 1810 г. № 11 и 12 заключает в себе разбор книги Шишкова: «Перевод двух статей из Лагарпа», вышедшей еще в 1808 году. В книге «О легчайшем способе возражать на критику» (Санкт-Петербург, 1811) доказал, что некоторые примеры, приводимые Шишковым из старинных книг, как красоты славянского языка, всего лишь буквальный перевод с греческого.
И. И. Дмитриев поручил ему издать «Певца в стане русских воинов» Жуковского, к которому Дашков написал примечания.
В 1810 году Дашков был избран в члены Петербургского общества любителей словесности, наук и художеств и в органе общества: «С.-Петербургском Вестнике» поместил несколько статей и заметок с подписью буквой Д. В 1-й части «С.-Петербургского Вестника» 1812 года статья, имеющая значение руководящей: «Нечто о журналах», затем две рецензии: одна на «Историю Суворова» Е. Фукса, другая на «Анекдоты Вольтера», и наконец, анонимная рецензия на книгу Шишкова: «Прибавление к разговорам о словесности, или возражения против возражений, сделанных на сию книгу».
В 1812 г. исключён из Вольного Общества любителей словесности, наук и художеств, в котором одно время состоял председателем. Связано это было с приёмом в Общество графа Хвостова. Дашков возражал против этого, но был принуждён подчиниться большинству. При вступлении Хвостова приветствовал его речью, в которой иронически превозносил творения Хвостова слогом «Беседы».[прояснить] Хвостов на другой же день пригласил Дашкова на обед и дал ему понять, что понял насмешку, но не сердится. Прочие из «Общества», однако, сочли, что Дашков оскорбил члена общества и на основании устава подлежит исключению.
Вместе с Д. Н. Блудовым и В. А. Жуковским, Дашков был основателем и одним из деятельнейших членов литературного общества «Арзамас» и носил здесь прозвище «Чу». В 1815 году выступил одним из злейших гонителей князя Шаховского, который в своей комедии: «Урок кокеткам или Липецкие воды» осмеял Жуковского, выведя в комедии поэта Фиалкина. В «Сыне Отечества» 1815 года (ч. 25, № 42 стр. 140—148) Дашков напечатал: «Письмо к новейшему Аристофану», в котором выставил князя Шаховского интриганом, завистником и виновником погибели Озерова, потом сочинил кантату против Шаховского же, которая пелась хором всеми арзамасцами. Эта кантата была напечатана П. Н. Араповым в «Летописи русского театра» (стр. 241—242), и выдержки из неё были приведены в «Русском Архиве» 1875 года (кн. III стр. 358).
В 1816 году в собрании Арзамаса по случаю избрания в его члены В. Л. Пушкина, Дашков произнёс речь, направленную вообще против шишковской «Беседы любителей русского слова» и в частности против князя Шаховского. Речь эта напечатана в «Русском Архиве» 1876 года (кн. І стр. 65—66).
Во время своего четырехлетнего пребывания в Константинополе при российском посольстве и затем, во время путешествия по Греции, основательно изучив греческий язык и ознакомившись с греческой поэзией, Дашков усердно разыскивал в различных книгохранилищах древние рукописи, и неоднократно пытался ознакомиться с сокровищами библиотеки сераля. Результатом увлечения греческой поэзией и поисков рукописей был ряд прозаических статей Дашкова, а также ряд стихотворных переводов из греческой антологий.
В «Северных Цветах» были статьи Дашкова: «Афонская гора. Отрывок из путешествия по Греции в 1820 г.» (1825 г., стр. 119—161), «Известие о греческих и латинских рукописях в серальской библиотеке» (1825 г. стр. 162—165), «Русские поклонники в Иерусалиме. Отрывок из путешествия по Греции и Палестине в 1820 г.» (1826 г. стр. 214—283), «Еще несколько слов о серальской библиотеке» (1826 г.,стр. 283—296). Последняя статья — ответ Дашкова на замечания Болонского всеобщего бюллетеня, усомнившегося в достоверности обнародованных Дашковым сведений о библиотеке сераля.
В тех же «Северных Цветах» (1825 г., стр. 305—312) были опубликованы переводы Дашкова в стихах под заглавием: «Цветы, выбранные из греческой апеологии», затем стихотворные переводы с греческого под тем же заглавием были опубликованы в «Полярной Звезде» 1825 года (стр. 278—286) и в «Московском Телеграфе» 1828 г. (т. XIX, № 1, стр. 46), причем в последнем журнале без всякой подписи.
В 1813 году Дашковым, по поручению И. И. Дмитриева, был издан «Певец во стане русских воинов», с примечаниями издателя, подписанными инициалами Д. Д. В 1820 году им же была издана брошюра С. С. Уварова и К. Н. Батюшкова: «О греческой анфологии». Кроме того, Дашков приготовил в рукописи перевод некоторых сочинений Гердера и предназначил его для русско-немецкого литературного сборника под названием «Аониды», к изданию которого Жуковский предполагал приступить в 1817 или 1818 году.

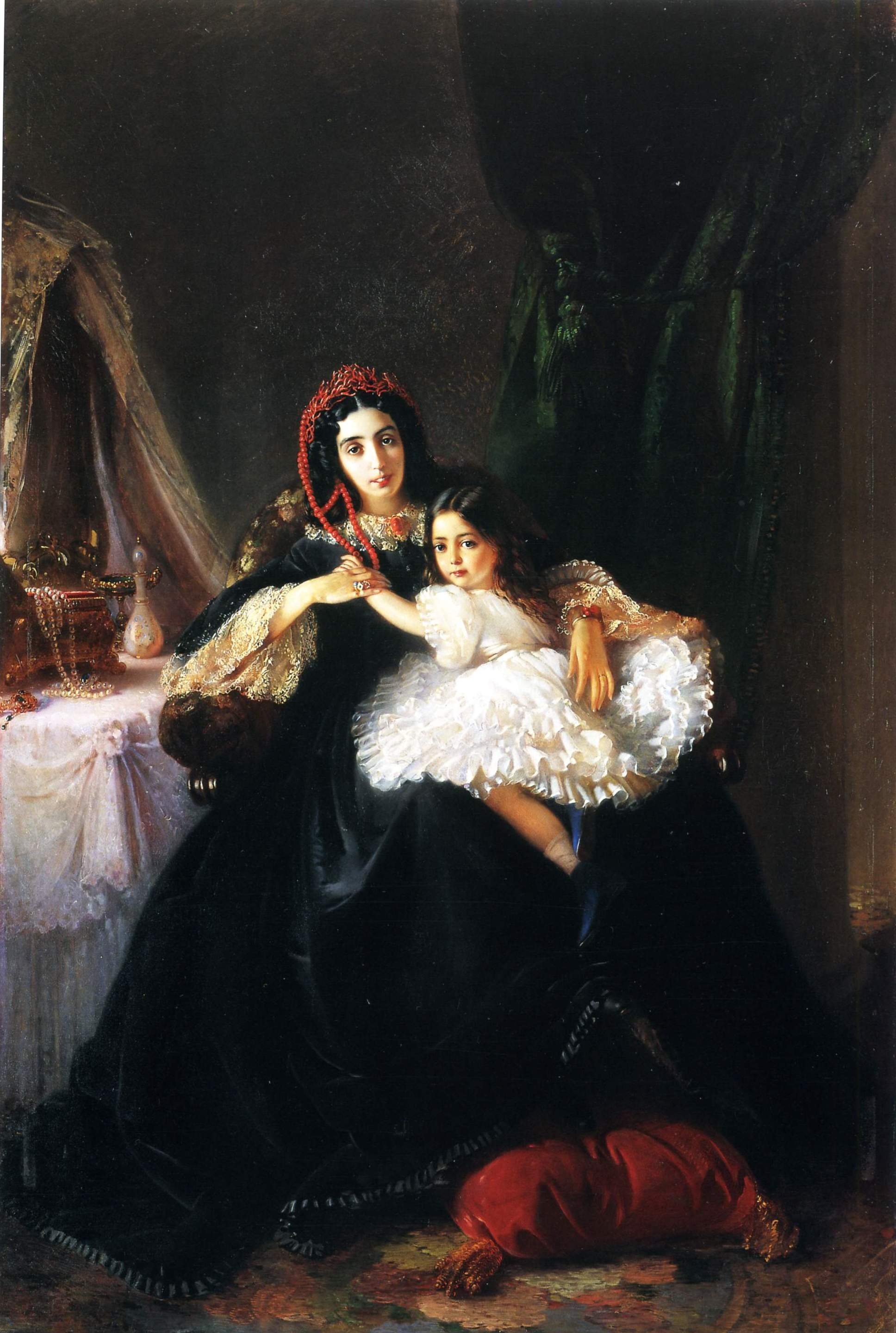
Анна Дмитриевна Ржевуская с дочерью на портрете К. Маковского

Почти со всеми членами общества «арзамасских гусей» Дашков — «Чу» был коротко знаком, со многими из них вел деятельную дружескую переписку и был признанным авторитетом в области литературно-художественной критики. В. Л. Пушкин в 1814 году посвятил Дашкову стихотворение: «Мой милый друг в стране, где Волга наравне с брегами протекает…» В 1838 году по предложению А. С. Шишкова он был избран членом Российской академии.

## Награды
- Орден Святого Владимира 4-й степени (08.05.1813)
- Орден Святого Владимира 3-й степени (05.11.1821)
- Орден Святого Владимира 2-й степени (22.08.1826)
- Орден Святой Анны 1-й степени (25.03.1828)
- Орден Белого орла (06.01.1832)
- Орден Святого Александра Невского (31.12.1832)
- Знак отличия беспорочной службы за XX лет (22.08.1828)
- Знак отличия беспорочной службы за XXX лет (22.08.1838)

## Семья
Жена (с 30 мая 1830 года) — фрейлина Елизавета Васильевна Пашкова (1809—1890), дочь богатого горнозаводчика В. А. Пашкова. По отзыву современника, мадам Дашкова была типичная великосветская женщина, красивая, властная, прямого нрава и живого, серьезного ума. В 1835 году супруги Дашковы стали владельцами Благовещенского медеплавильного завода близ Уфы. В браке имели четверых детей:
- Анна (16.08.1831[14]—23.03.1858), крещена 21 августа 1831 года в Симеоновской церкви при восприемстве двоюродного брата князя А. И. Васильчикова и бабки Е. А. Пашковой; фрейлина двора, замужем (с 22 сентября 1853 года) за флигель-адъютантом Николая I графом Адамом Ржевуским (1801—1888), впоследствии генерал-адъютантом. Умерла при родах дочери Екатерины.
- Василий (04.11.1832[15]—28.03.1838[16]), умер от воспаления мозга.
- Дмитрий (25.12.1833—08.12.1901), предводитель дворянства Спасского уезда Рязанской губернии, писатель. По словам современника, он был чрезвычайно умный и образованный человек, типичный шестидесятник, убежденный либеральный земец, весь свой век воевавший в Рязани с графом Д. А. Толстым из-за земской учительской семинарии и других вопросов, волновавших в те времена земцев.
- Андрей (30.12.1834[17]—1904), крещен 9 января 1835 года в Симеоновской церкви при восприемстве дяди М. В. Пашкова и бабушки Е. А. Пашковой; председатель Уфимской земской управы.